# Leandro Palladino
Leandro Fabián Palladino (Concepción del Uruguay, 13 gennaio 1976) è un ex cestista argentino con cittadinanza italiana.

## Carriera
Con l'Argentina ha disputato i Campionati mondiali del 2002 e tre edizioni dei Campionati americani (1999, 2001, 2003).